# Katedra La Seu w Palmie
Katedra La Seu – rzymskokatolicka, gotycko-renesansowa katedra w mieście Palma, na wyspie Majorka, siedziba diecezji Majorki oraz najważniejsza świątynia miasta.
Wysokość nawy głównej katedry wynosi 44 metry, co czyni ją trzecią co do wysokości nawy głównej katedrą świata (po katedrze w Beauvais i katedrze w Mediolanie).
Budowa katedry rozpoczęła się w 1229 roku, a świątynia została poświęcona w 1601 roku. Jej plan znacznie zmodyfikowano w XIV wieku.

## Galeria

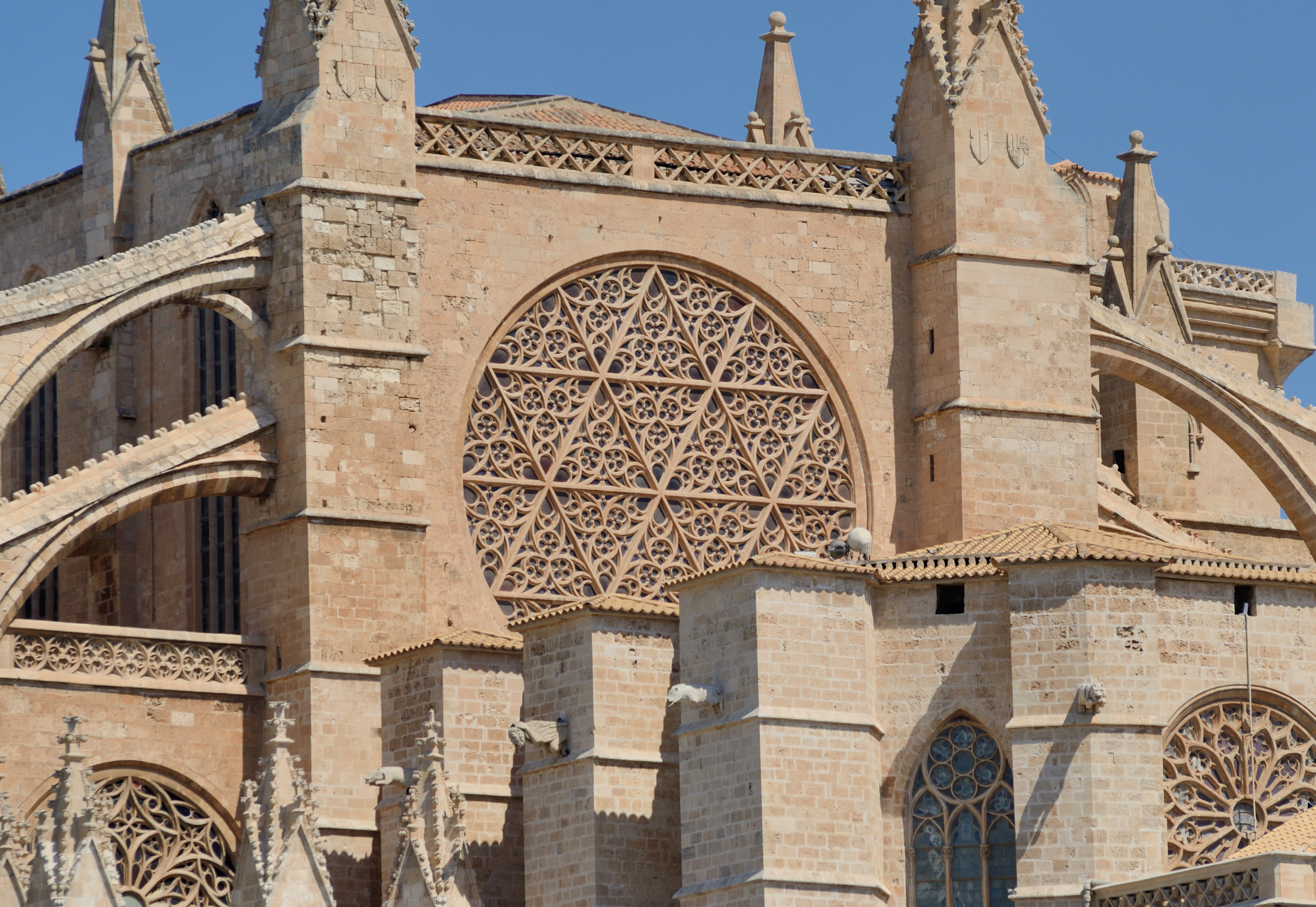
Największa rozeta
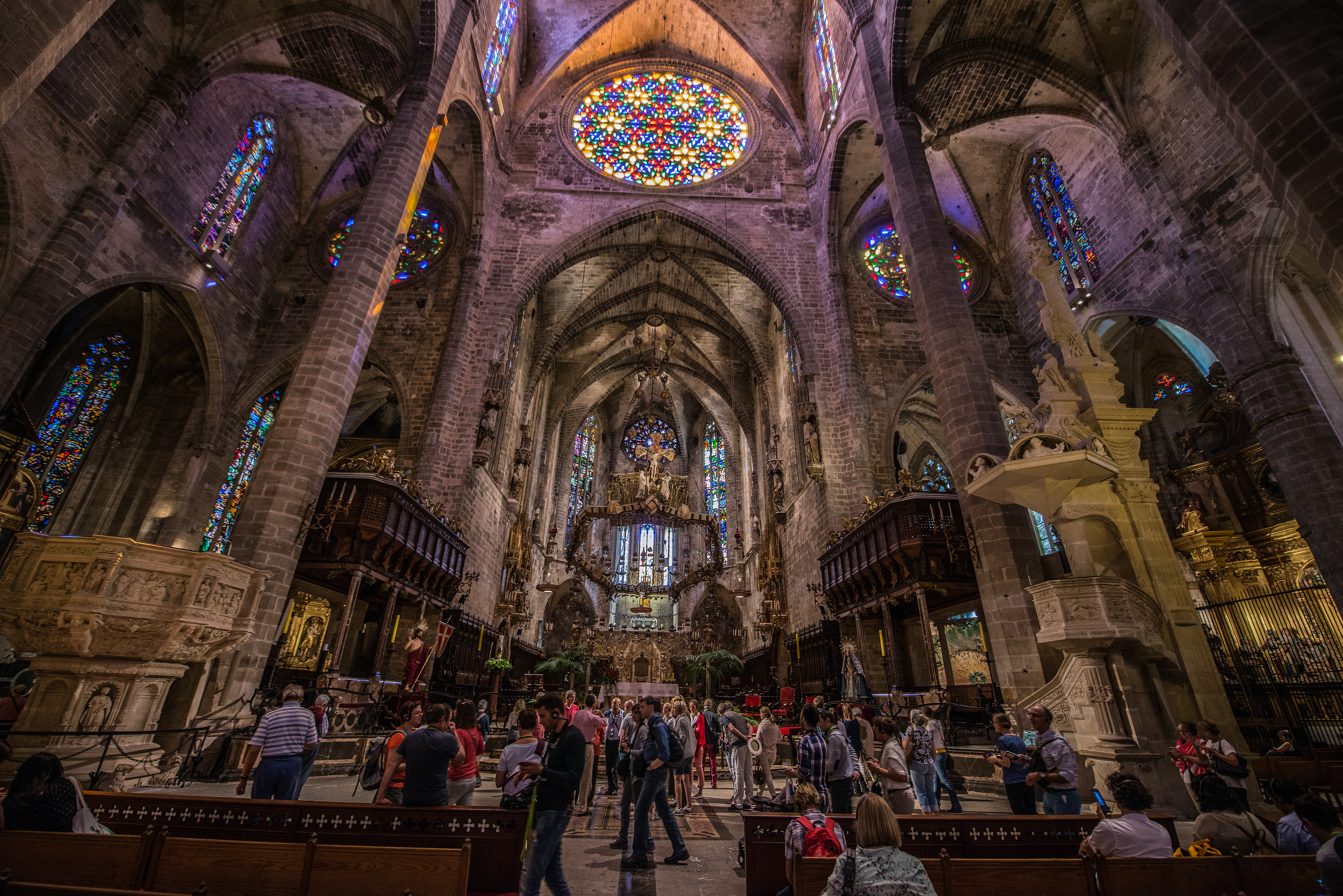
Wnętrze
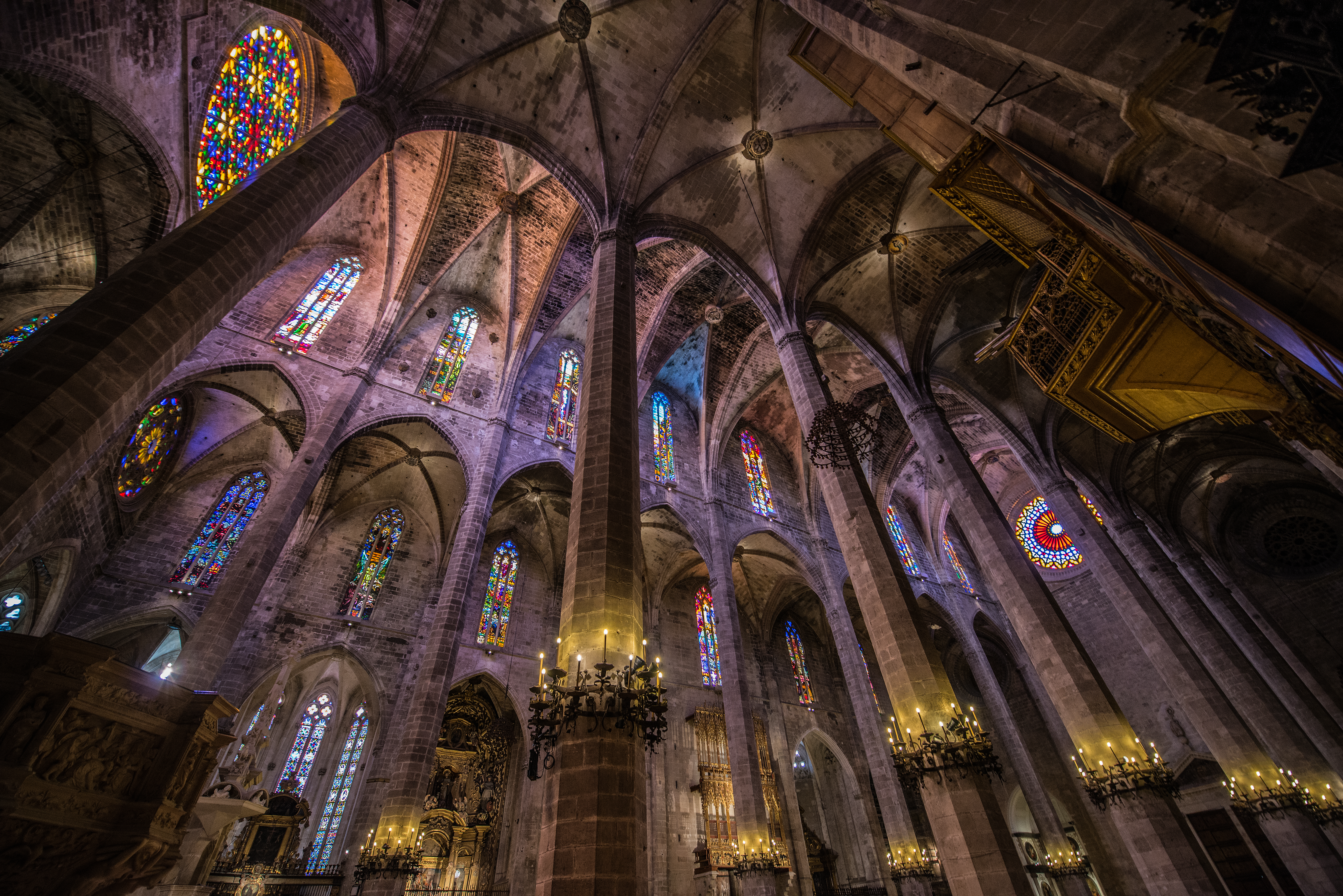
Sklepienie
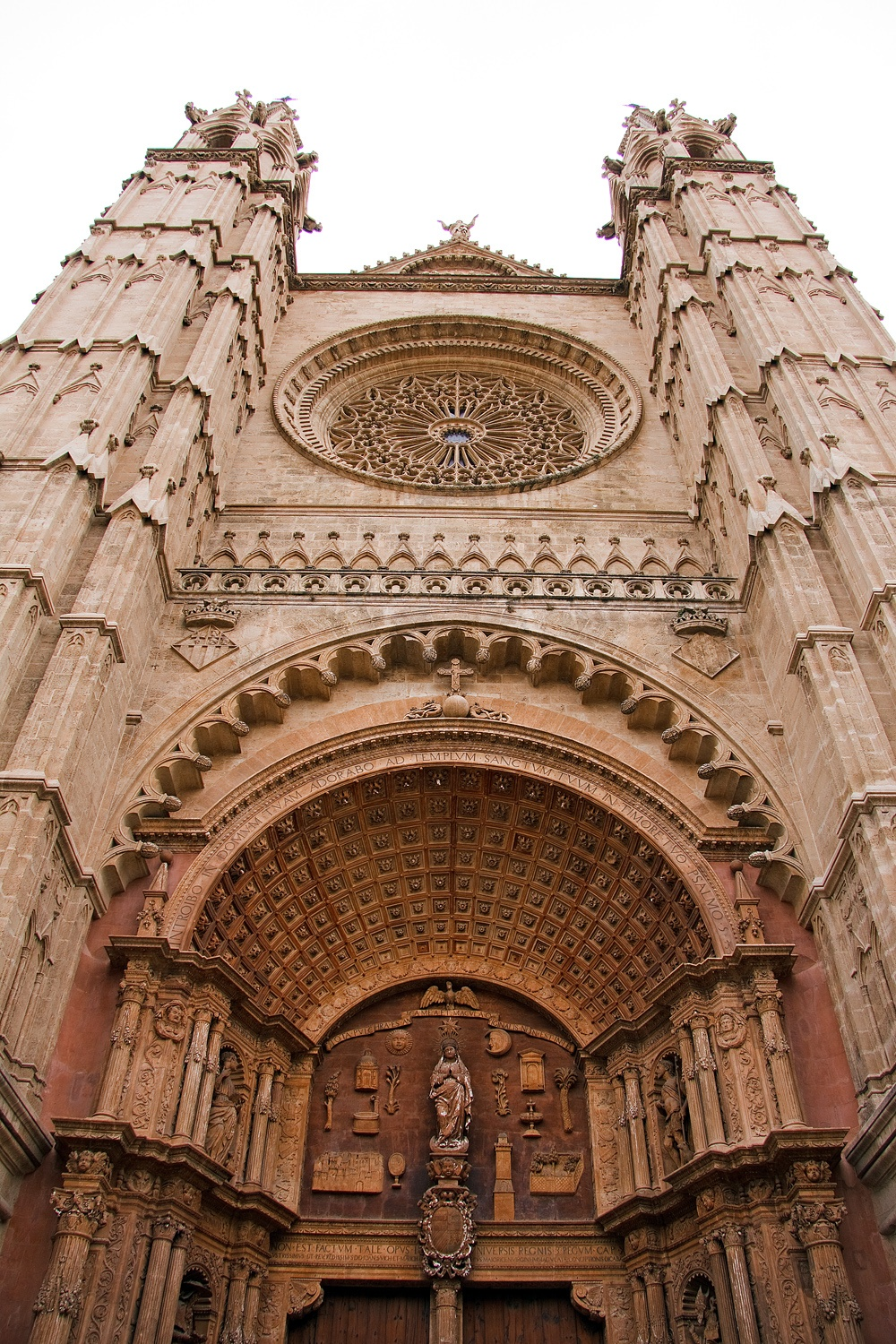
Portal główny
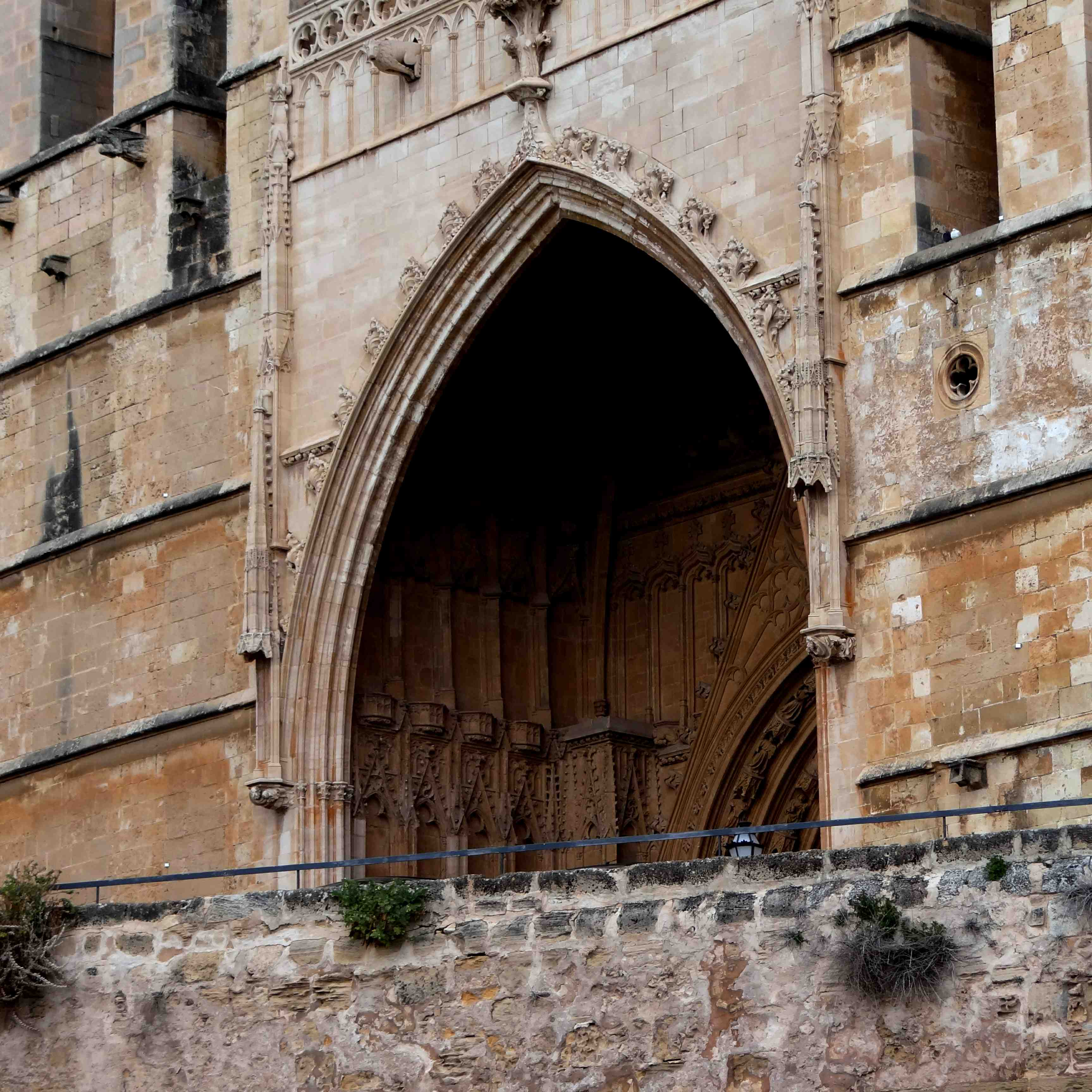
Wejście boczne